# Diêu Bình Trọng
Diêu Bình Trọng (chữ Hán: 姚平仲), tự Hy Yến, không rõ năm sanh năm mất, người Ngũ Nguyên, Sơn Tây, tướng lĩnh cuối đời Bắc Tống. Sau khi kháng Kim thất bại, tương truyền ông ẩn cư ở núi Đại Diện, đông nam Đạt Châu, Tứ Xuyên, đắc đạo thành tiên.

## Cuộc đời và sự nghiệp
Bình Trọng mồ côi từ nhỏ, được tòng phụ (có thể hiểu là chú hoặc bác đàng nội) Diêu Cổ thu nhận làm con nuôi. Khi ấy, Diêu, Chủng là hai dòng dõi tướng lĩnh nổi tiếng ở Sơn Tây, có công phòng bị Tây Hạ. Năm 18 tuổi, ông tham gia trận đánh với quân Tây Hạ ở sông Tang Để, tiêu diệt rất nhiều kẻ địch. Tuyên phủ sứ Đồng Quán rất hài lòng, gọi đến nói chuyện, nhưng Bình Trọng tỏ ra rắn rỏi, chẳng chịu khuất dưới trướng của Đồng Quán, khiến ông ta không hài lòng, ức chế việc phong thưởng của ông; hào kiệt Quan Trung đều ca ngợi, gọi Bình Trọng là "Tiểu thái úy" .
Tống Huy Tông sai Quán dẹp giặc cướp ở Mục Châu, Quán tuy ghét Bình Trọng, nhưng khâm phục sự trầm – dũng của ông, lại chọn ông đi cùng. Dẹp xong giặc cướp, ông công trùm ba quân, đến gặp Quán mà nói: "Bình Trọng chẳng nguyện được thưởng, nguyện được một lần diện kiến thánh thượng." Quán càng nghị kỵ, sau đó các tướng Vương Uyên, Lưu Quang Thế được triệu kiến, chỉ có Bình Trọng không được .
Tống Khâm Tông khi còn là Thái tử đã nghe tiếng của Bình Trọng, vừa lên ngôi thì người Kim xâm lược, bao vây đô thành. Chủng Sư Đạo và ông là những người đầu tiên đưa quân đến bảo vệ kinh sư, lập tức được triệu kiến ở điện Phúc Ninh, nhận hậu thưởng vàng lụa, còn có lời hứa sẽ trọng thưởng nếu đánh lui quân địch . Vì thế Bình Trọng xin đưa tử sĩ đi cướp trại, hòng bắt Kim soái dâng lên. Tống sử quy kết đây là hành vi khởi phát từ sự tranh chấp của 2 gia tộc tướng lãnh Diêu – Chủng, có ý tranh cường hiếu thắng, hòng độc chiếm công lao của ông. Tháng giêng năm Tĩnh Khang đầu tiên (1126), Bình Trọng đưa quân ra đánh doanh Kim, phá liền 2 trại mới nhận ra Kim soái Hoàn Nhan Tông Vọng đã cho dời đi từ trước .
Cướp trại thất bại, Bình Trọng cưỡi la bỏ trốn, một ngày đêm đi được 150 dặm, đến Đặng Châu mới ăn uống. Vào Vũ Quan, đi Trường An, muốn ẩn cư Hoa Sơn, hiềm rằng chưa đủ xa, bèn chạy sang đất Thục; ở lại cung Thượng Thanh của núi Thanh Thành mới 1 ngày, bỏ vào núi Đại diện, dấn thêm hơn 270 dặm, vượt qua những nơi con người chưa từng đến, rồi cởi dây thả con la đi, tìm hang đá mà ở. Triều đình mấy lần hạ chiếu dò la không có kết quả .
Trong khoảng những năm Càn Đạo (1165 – 1173), Thuần Hi (1174 – 1189), Bình Trọng xuất hiện ở Trượng Nhân Quan đạo viện, kể lại những việc ở trên. Khi ấy ông đã ngoài 80 tuổi, râu vẫn rậm đen, dài đến mấy thước, sắc mặt sáng láng, dẫm lên gai góc mà đi, nhanh như ngựa chạy. Người thời ấy chép lại những việc kỳ lạ này, nhưng hỏi nhờ đâu đắc đạo thì Bình Trọng không đáp .